# 福原かつみ
福原 かつみ（ふくはら かつみ、8月24日 - ）は、日本の男性声優。茨城県出身。アクセルワン準所属。

## 略歴
2016年4月1日付でアクセルワンに所属。
2017年、テレビアニメ『異世界はスマートフォンとともに。』で初主演を務めた。
2020年、第14回声優アワードで新人男優賞を受賞。

## 人物
方言は茨城弁。
資格は普通自動車運転免許。
趣味はゴルフ、ファッション、コーヒードリップ、ソフトテニス。特技は歌唱、外郎売、運動全般、太鼓の達人。

## 出演
太字はメインキャラクター。

### テレビアニメ
2016年
- ドリフェス!（いつきの同級生）

2017年
- 政宗くんのリベンジ（生徒）
- 銀の墓守り（2017年 - 2018年、ゾンビ2、プレイヤーA、プレイヤー1、コレクター〈モンスター〉、男A 他） - 2シリーズ
- アリスと蔵六（部下）
- アトム ザ・ビギニング（見物人B）
- 覆面系ノイズ（青年）
- 異世界はスマートフォンとともに。（2017年 - 2023年、望月冬夜） - 2シリーズ
- パズドラクロス（2017年 - 2018年、竜人、上級ドミニオン、ドミニオン龍喚士）
- 縁結びの妖狐ちゃん
- 戦刻ナイトブラッド（兵士、家臣）

2018年
- 一人之下 羅天大醮篇（張才、張楚嵐の対戦相手C、単士童）
- HUGっと!プリキュア（2018年 - 2019年、千瀬ふみと）
- PERSONA5 the Animation（SP）
- 美男高校地球防衛部HAPPY KISS!（生徒）
- キラッとプリ☆チャン（スタッフ）
- Back Street Girls -ゴクドルズ-（ファンA）
- BANANA FISH（ソニー、手下）
- 色づく世界の明日から（男子生徒）

2019年
- W'z《ウィズ》（ユキヤ / 荒城幸也）
- 賢者の孫（騎士養成士官学院生）
- ぼくたちは勉強ができない（観客B）
- うちの娘の為ならば、俺はもしかしたら魔王も倒せるかもしれない。（アントニー）
- ダイヤのA actII（2019年 - 2020年、川島謙吾）
- ハイスコアガールII（ゲーマー4）
- 超人高校生たちは異世界でも余裕で生き抜くようです!（マッシュ）

2020年
- とある科学の超電磁砲T（敵高男子）
- ダーウィンズゲーム（エイスメンバーC）
- 名探偵コナン（若者）
- あひるの空（大栄部員）
- NOBLESSE -ノブレス-（シャーク）
- ブラッククローバー（少年）
- ひぐらしのなく頃に業 / 卒（2020年 - 2021年、亀田幸一） - 2シリーズ

2021年
- プレイタの傷（鞍馬ホクト）
- スーパーカブ（生徒）
- 86-エイティシックス-（2021年 - 2022年、トーマ・ソービ、男性） - 2シリーズ
- 死神坊ちゃんと黒メイド（若者）
- 鬼滅の刃 無限列車編
- 境界戦機（不動アツシ）
- 吸血鬼すぐ死ぬ（グール）
- 白い砂のアクアトープ（新郎）

2022年
- オリエント（生徒）
- ダンジョンに出会いを求めるのは間違っているだろうかIV 新章 迷宮篇（タークの仲間、冒険者）
- 陰の実力者になりたくて!（2022年 - 2023年、男子、客）
- 不徳のギルド（キクル・マダン）
- ポプテピピック（配信者、ヤンキーA）
- 4人はそれぞれウソをつく（クラスメイトの男子）
- 永久少年 Eternal Boys（2022年 - 2023年、織田、カメラマン）

2023年
- The Legend of Heroes 閃の軌跡 Northern War（少年兵1、新兵B）
- キャップ革命 ボトルマンDX（大井ゴエモン、AI）
- 虚構推理 Season2（亮馬〈回想〉）
- お隣の天使様にいつの間にか駄目人間にされていた件（男子生徒）
- スキップとローファー（橋本）
- カードファイト!! ヴァンガード will+Dress（ティルナノーグユースメンバー）
- 贄姫と獣の王（兵士B）
- SHY（乗客）
- 柚木さんちの四兄弟。（生徒）

2024年
- ループ7回目の悪役令嬢は、元敵国で自由気ままな花嫁生活を満喫する（カイル・モーガン・クレヴァリー）
- メタリックルージュ（ネアン4、ロブ・エイカーズ）
- 望まぬ不死の冒険者（フードの男、シェイラの弟）
- 悪役令嬢レベル99 〜私は裏ボスですが魔王ではありません〜（生徒）
- SYNDUALITY Noir
- 姫様“拷問”の時間です（骸骨部下）
- 黒執事 -寄宿学校編-（学生）
- 無職転生 II 〜異世界行ったら本気だす〜（男子生徒E）
- 【推しの子】（ブレイド代役）
- 恋は双子で割り切れない（森脇豊茂）
- 魔法使いになれなかった女の子の話（ペサパッロ部部長）
- クレヨンしんちゃん（2024年 - 2025年、ウサギ、スタッフ）

2025年
- アラフォー男の異世界通販（フヨウ）
- トリリオンゲーム（同級生）
- 機動戦士Gundam GQuuuuuuX（チャイチ） - 2025年に劇場先行版が公開
- ゴリラの神から加護された令嬢は王立騎士団で可愛がられる（セシル〈青年〉）
- ちゃんと吸えない吸血鬼ちゃん（千葉大地）

### 劇場アニメ
2010年代
- 百日紅（2015年）
- 劇場版 黒執事 Book of the Atlantic（2017年）
- ハイキュー!! 才能とセンス（2017年、青城一年生A）
- 天気の子（2019年）

2020年代
- まるだせ金太狼（2020年、木地谷）
- アイの歌声を聴かせて（2021年、男子生徒）
- すずめの戸締まり（2022年）
- しん次元! クレヨンしんちゃん THE MOVIE 超能力大決戦 〜とべとべ手巻き寿司〜（2023年）

### Webアニメ
2010年代
- B: The Beginning（2018年、リチャード、レッド、鑑識官 他）
- ガンダムビルドダイバーズRe:RISE（2019年、G-CAFÉの男性客）

2020年代
- ゼノンザード THE ANIMATION（2020年、若者）
- キャップ革命 ボトルマン（2020年 - 2021年、大井ゴエモン）
- おしえて北斎! -THE ANIMATION-（2021年、実行委員C男、客A）
- ベイブレードバースト ダイナマイトバトル（2021年 - 2022年、翠龍バサラ）
- The Missing 8（2022年、ロック）

- トミカヒーローズ　ジョブレイバー　特装合体ロボ (2023年、レースブレイバー 日産フェアレディZ)

### ゲーム
- 夏色ハイスクル★青春白書（2015年）
- 白猫プロジェクト（2016年、ロッペニアル）
- 逆転オセロニア（2016年、アルマグエラ[31]）
- NARUTO TO BORUTO シノビストライカー（2018年、アバター忍者）
- 英雄伝説 創の軌跡（2020年、チャンホイ）
- エクリプスサーガ（2021年、ファウスト）
- 超探偵事件簿 レインコード（2023年、ユーマ ココヘッド）
- モンスターストライク（2023年 - 2024年、桃源郷[32]）
- 18TRIP（2025年、斜木六月[33]）

### ドラマCD
- マシュー先生の甘辛ダイエットプログラム　餅のち白ブタときどきネコ（2015年）
- ボクラノキセキ はじまりのヒカリ（2016年、男子高生）
- 異世界はスマートフォンとともに。（2019年 - 2022年、望月冬夜） - 小説第16・19・26巻ドラマCD付き特装版

### BLCD
- その攻キャラは、流行りません!（生沢佑[34]）
- めぐみとつぐみ2
- オフステージラブサイド（ミツ）

### 吹き替え

#### 映画
- 王の願い ハングルの始まり（ハクチョ〈タン・ジュンサン〉[35]）
- 悲しみより、もっと悲しい物語（高校時代のK〈シー・チーティエン〉[36]）
- ゴースト・キラーズ‐血塗られた少女の謎‐（トゥーリオ）
- THE WITCH/魔女 -増殖-（デギル〈ソン・ユビン〉[37]）
- ザ・パクト 白蜘蛛の呪縛
- 少林寺 木人列伝（方正玉）
- スリングショット（ジエコー〈ツァオ・ヨウニン〉）
- ディメンション（アイザック・サイプレス〈ライアン・マッソン〉）
- ヒットマン ザ・プロフェッショナル（コナー）
- プライス 戦慄の報酬
- ブラック・ウィドウ〜裏切りの代償〜
- 便座・オブ・ザ・デッド
- マルモイ ことばあつめ（キム・ドクジン）
- ムルゲ 王朝の怪物（ホ宣伝官〈チェ・ウシク〉）
- ラスト・パーティー LAST PARTY（ボギー〈マーカス・フレイステッター〉）
- ロックダウン 非常事態（クイン〈カイル・コリン〉）

#### ドラマ
- 愛はビューティフル、人生はワンダフル（ク・ジュンフィ〈キム・ジェヨン〉[38]）
- 君を嫌いになる方法（ウンテ〈イ・ジョンウォン〉[39]）
- ギルデッド・エイジ -ニューヨーク黄金時代-（ジャック・トロッター）
- 哲仁王后〜俺がクイーン!?（ホン別監）

#### アニメ
- アグリードール（バボ〈ガブリエル・イグレシアス〉）
- ウィーリー ヒロイン救出大作戦!!（パットパット〈ギャビン・ヤップ〉）
- ドリーム・ビルダーズ ミナと秘密の夢工場（ガフ〈ルーク・グリフィン〉）

### デジタルコミック
- コールドゲーム（2021年、ケイ）
- 王立魔法学園の最下生（2022年、デルク[40]）
- その好きほんと。（2024年、京助[41]）
- 日本なにわ国（2024年、警察官[42]）

### WebCM
- ポケモンカードゲーム「迅雷スパーク」&「裂空のカリスマ」 紹介映像（ナレーター）

### 特撮
- ウルトラシリーズ
  - ウルトラマンタイガ（2019年、電波怪人レキューム人の声）
  - ウルトラマンZ（2020年、AI音声[43]）
  - ウルトラマン クロニクルZ ヒーローズオデッセイ（2021年、ナレーション[44]）
  - ウルトラマン ニュージェネレーション スターズ（2期）（2024年、AI音声）

### テレビ番組
- 世界一周 魅惑の鉄道紀行（2018年、BS-TBS） - ナレーター
- オールナイト声優フジ 第7夜（2023年、FOD）

### ラジオ
※はインターネット配信。
- かみしんラジオ（2021年 - 2022年、ニコニコチャンネル※）
- 月刊 新・男前通信10月号～月刊 福原かつみ（2022年、文化放送モバイルplus※）[45]

### 舞台
- 朗読劇『シアター』再演（2024年5月15日 - 26日　シアター風姿花伝)　てつや 役

### 玩具
- DXキングジョー ストレイジカスタム（2020年、AIセリフ音声[46]）
- 光る！鳴る！特空機1号 セブンガー（2021年、AIセリフ音声）
- ウルトラマンZ 怪獣機巧 キングジョー ストレイジカスタム（2023年、AIセリフ音声）

### その他コンテンツ
- トライスクワッド ボイスドラマ（2019年、アンドロアレス）
- 神神化身‐Dance and Music for KAMI-（2020年、六原三言）
- 超人的シェアハウスストーリー『カリスマ』（2021年-、本橋依央利）

## ディスコグラフィ

### キャラクターソング
| 発売日         | 商品名                                                  | 歌                                     | 楽曲                             | 備考                                |
| -------------- | ------------------------------------------------------- | -------------------------------------- | -------------------------------- | ----------------------------------- |
| 2019年3月13日  | W'z《ウィズ》キャラクターソング・アルバム               | ユキヤ（福原かつみ）、ハルカ（藤田茜） | 「With」                         | テレビアニメ『W'z《ウィズ》』関連曲 |
| 2019年3月13日  | W'z《ウィズ》キャラクターソング・アルバム               | ユキヤ（福原かつみ）                   | 「With（yuzen remix）」          | テレビアニメ『W'z《ウィズ》』関連曲 |
| 2020年12月16日 | 神神化身 -Dance and Music for KAMI- 櫛魂衆 舞奏曲集・壱 | 舞奏社                                 | 「円環之歌」                     | 『神神化身』関連曲                  |
| 2020年12月16日 | 神神化身 -Dance and Music for KAMI- 櫛魂衆 舞奏曲集・壱 | 櫛魂衆                                 | 「円環之歌 櫛魂衆ver.」 「虹霓」 | 『神神化身』関連曲                  |

### シリーズ一覧
1. ↑  第1期（2017年）、第2期『II』（2018年）
2. ↑  第1期（2017年）、第2期『2』（2023年）
3. ↑  『業』（2020年）、『卒』（2021年）
4. ↑  第1クール（2021年）、第2クール（2022年）

### ユニットメンバー
1. ↑  六原三言（福原かつみ）、八谷戸遠流（猪股慧士）、九条比鷺（葉山翔太）、皋所縁（北山恭祐）、昏見有貴（竹田海渡）、萬燈夜帳（阿座上洋平）
2. ↑  六原三言（福原かつみ）、八谷戸遠流（猪股慧士）、九条比鷺（葉山翔太）